# Panamacebus
Panamacebus is een geslacht van uitgestorven primaten uit de familie Cebidae van de onderorde Platyrrhini. Tot het geslacht behoort als enige soort P. transitus. Dit dier leefde tijdens het Vroeg-Mioceen in zuidelijk Midden-Amerika met fossiele vondsten in Panama.
In 2014 werd de vondst van zeven tanden van een breedneusaap in de Las Cascadas-formatie in de Culebra-kloof in het bekken van het Panamakanaal bekendgemaakt. Dit dier is de oudste bekende aap van Noord-Amerika en na de Peruaanse Perupithecus uit het Laat-Eoceen en de Boliviaanse Branisella uit het Oligoceen de oudst bekende breedneusaap. Net als de vondsten van enkele reptielen van Zuid-Amerikaanse oorsprong wijst de aanwezigheid van een breedneusaap in de Las Cascadas-formatie er op dat er al in het Vroeg-Mioceen uitwisseling van soorten plaatsvond tussen Noord- en Zuid-Amerika, ruim voor de sluiting van de Panamese landengte.
In 2016 werd de breedneusaap uit de Las Cascadas-formatie officieel beschreven als Panamacebus transitus. De fossiele tanden dateren van 21 miljoen jaar geleden. Panamacebus had een geschat gewicht van ongeveer 2,7 kilogram en hiermee het formaat van de witschouderkapucijnaap die tegenwoordig in Panama voorkomt.